# Oreodera verrucosa
Oreodera verrucosa là một loài bọ cánh cứng trong họ Cerambycidae.